# James Hewitt
James Hewitt (ur. 4 czerwca 1770 w Dartmoor, zm. 1 sierpnia 1827 w Bostonie) – amerykański kompozytor, dyrygent i skrzypek pochodzenia angielskiego.

## Życiorys
Był synem oficera marynarki. Jako chłopiec sam także podjął służbę we flocie, zrezygnował z niej jednak na rzecz muzyki. Początkowo grał w Londynie, w 1792 roku wyjechał do Nowego Jorku. Występował wspólnie ze skrzypkami J. Gehotem i B. Bergmannem, wiolonczelistą Philipsem oraz flecistą W. Youngiem, komponował też muzykę na potrzeby scen teatralnych. W 1798 roku wykupił nowojorską filię magazynu muzycznego Benjamina Carra i założył w niej własne wydawnictwo. W latach 1805–1809 był dyrektorem orkiestr wojskowych w Nowym Jorku. W 1811 roku osiadł w Bostonie, gdzie grał w Federal Street Theatre i był organistą Trinity Church. W 1816 roku wrócił do Nowego Jorku, skąd często udawał się w podróże koncertowe, także na południe Stanów Zjednoczonych.
Należał do czołowych postaci życia muzycznego w Stanach Zjednoczonych w okresie po wojnie o niepodległość. Propagował w Ameryce twórczość kompozytorów europejskich, w swoim wydawnictwie wydał ponad 600 utworów, w tym dzieła Händla, Haydna i Mozarta. Komponował utwory wokalne i instrumentalne, w większości o charakterze programowym. Był autorem m.in. opery balladowej Tammany (1794; zachowała się tylko jedna pieśń), The Battle of Trenton na fortepian (1792) i 9-częściowej Battle Overture, dedykowanej George’owi Washingtonowi (1792).